# Alana S. Portero
Alana S. Portero (Madrid, 1978) és una escriptora, poeta, dramaturga i directora escènica espanyola que escriu sobre cultura, feminisme i activisme LGTB amb un enfocament concret en la realitat de les dones trans.

## Trajectòria
Portero va néixer i es va criar en el barri de San Blas a Madrid, i es va llicenciar en Història, especialitzant-se en Història Medieval, per la Universitat Autònoma de Madrid (UAM). És escriptora, dramaturga i directora escènica.
És cofundadora de la companyia de teatre STRIGA, que dirigia i en què actuava. Escriu sobre cultura, feminisme i activisme LGTB per a diversos mitjans, com la revista Agente Provocador, Eldiario.es, El Salto, SModa i Vogue España, a més d'en el seu propi Patreon.
Portero ha escrit diversos llibres de poemes: La habitación de las ahogadas (2017); La pròxima tormenta (2014); Irredento (2011); Fantasmas (2010). També és seva l'obra de teatre Música silenciosa (2008). A més, ha col·laborat en nombroses antologies com La revuelta del pueblo cucaracha (2013), El descrédito (2013), Mundo Subterráneo (2015), Alcasseriana (2016), Vidas Trans (2019) o Asalto a Oz (2019).
La mala costumbre és la seva primera novel·la, en què narra en primera persona l'experiència d'una nena trans atrapada en un cos que no sap habitar. Presentada amb gran èxit en la Fira del Llibre de Frankfurt de 2022, s'ha traduït a diversos idiomes, inclosos l'anglès, el francès, l'alemany, l'italià i el neerlandès.

## Obra
- (2008). Música silenciosa. Teatre. Ediciones Endymion. ISBN 978-8477314684.
- (2010). Fantasmas. Poesia. Ediciones Endymion. ISBN 978-8477314967.
- (2011). Irredento. Poesia. Ediciones Endymion. ISBN 9788477315186.
- (2014). La próxima tormenta. Poesia. Ed. Origami. ISBN 9788494209406.
- (2017). La habitación de las ahogadas. Poesia. Ed. Harpo Libros. ISBN 978-8494539961.
- (2023). La mala costumbre. Novel·la. Ed. Seix Barral. ISBN 9788432242120.

## Reconeixements
- (2023). "Reconocimiento Arcoíris" del Ministeri d'Igualtat per "donar visibilitat a les dones trans en tot el seu treball i molt específicament en la seva novel·la La mala costumbre".[23]

- (2023). Nominació al "Premi Els Inrockuptibles" (categoria de publicació estrangera) per La mala costumbre.[24]
- (2024). Premi TTL 'Javier Morote' com a autora revelació per La mala costumbre (Seix Barral).[25]
- (2024). Premi Cálamo 2023 (categoria de millor llibre de l'any) per La mala costumbre.[26]
- (2024). Premi Openbank de Literatura de Vanity Fair com a millor obra de ficció en llengua espanyola de 2023.[27]